# Metopidiothrix enghoffi
Metopidiothrix enghoffi är en mångfotingart som först beskrevs av Jean-Paul Mauriès 1978.  Metopidiothrix enghoffi ingår i släktet Metopidiothrix och familjen Metopidiotrichidae. Inga underarter finns listade i Catalogue of Life.